# Robert Wrenn
Robert "Bob" Duffield Wrenn (Highland Park, 20 de setembro de 1873 - 12 de novembro de 1925) foi um tenista estadunidense, destacado no final do século XIX.
Conquistou 4 US National Singles Championships, ganhando os títulos de 1893, 1894, 1896 e 1897 (perdeu a final para Fred Hovey em 1895), além do torneio de duplas de 1895. Em 1898, lutou em Cuba na Guerra Hispano-Americana, contraindo febre amarela. Foi companheiro de um futuro campeão, Bill Larned.
Um prolífico atleta, representou a Universidade de Harvard tanto no tênis como no basebol e no futebol americano. Seu estilo de jogo era defensivo, caracterizado por sua rapidez para cobrir a quadra e se tornou o primeiro canhoto a conquistar o US National. Representou aos Estados Unidos no Desafio Internacional de Tênis em 1903 e perdeu suas duas partidas de simples e o de duplas, junto a seu irmão George. Na sua última tentativa de ganhar o título individual do US National em 1900, foi eliminado nas quartas-de-final por seu irmão na única decisão entre irmãos (homens) que aconteceu na história do torneio.
Em 1914, foi detido ao atropelar com seu carro e matar ao diretor do coro de St. Mary's Church. Entre 1912 e 1915, foi presidente da US National Lawn Tennis Asociation. Em 1955, foi uma das seis primeiras pessoas a ingressar no International Tennis Hall of Fame.

## Torneios de Grand Slam

### Campeão em simples (4)
| Ano  | Torneio          | Oponente na final | Resultado           |
| 1893 | US Championships | Fred Hovey        | 6-4 3-6 6-4 6-4     |
| 1894 | US Championships | Manliff Goodbody  | 6-8 6-1 6-4 6-4     |
| 1896 | US Championships | Fred Hovey        | 7-5 3-6 6-0 1-6 6-1 |
| 1897 | US Championships | Wilberforce Eaves | 4-6 8-6 6-3 2-6 6-2 |

### Finalista em simples (1)
| Ano  | Torneio          | Oponente na final | Resultado   |
| 1895 | US Championships | Fred Hovey        | 3-6 2-6 4-6 |

### Campeão em duplas (1)
| Ano  | Torneio          | Parceiro      | Oponentes na final         | Resultado   |
| 1895 | US Championships | Malcolm Chace | Clarence Hobart Fred Hovey | 7-5 6-1 8-6 |

### Finalista em duplas (1)
| Ano  | Torneio          | Parceiro      | Oponentes na final | Resultado           |
| 1896 | US Championships | Malcolm Chace | Carr Neel Sam Neel | 3-6 6-1 1-6 6-3 1-6 |